# Памятники Запорожья

## Список памятников и скульптурных композиций Запорожья
| Фото | Год установки (восст. или реконстр.) | Название | Авторы | Тема                                              | Район города                                                                                          |
| ---- | ------------------------------------ | --- | --- | ------------------------------------------------- | --- |
|      | 2003, 24 декабря                     | Памятник апостолу Андрею Первозванному | Н. С. Соболь, Н. Н. Соболь                                                                                   | Исторические события                              | Шевченковский                                                                                         |
|      | 2005, 15 октября                     | Памятник Святославу Игоревичу | скульптор — Клыков Вячеслав                                                                                  | Памятники государственным и политическим деятелям | Вознесеновский                                                                                        |
|      | 1999, 13 октября                     | Памятник Дмитрию «Байде» Вишневецкому | | Основатель «городка» близ о. Хортица              | Днепровский                                                                                           |
|      | 2010, 14 октября                     | Памятник Дмитрию «Байде» Вишневецкому | |                                                   | Александровский                                                                                       |
|      |                                      | Памятный знак в ознаменование первых побед Богдана Хмельницкого над войсками Речи Посполитой                                                                                           | | Исторические события                              | Вознесеновский                                                                                        |
|      | 1965 (1995)                          | Памятник Богдану Хмельницкому | скульптор — Зайцев Ф.скульптор М.Худас                                                                       | Гетманы Украины                                   | Днепровский                                                                                           |
|      | 2010, 15 октября                     | Осипу Гладкому, последнему кошевому атаману Задунайской Сечи проживавшему в Александровске                                                                                             | скульптор — Владимир Филатов                                                                                 | Исторические личности                             | Александровский                                                                                       |
|      | 1989                                 | Бюст Тараса Шевченко возле РИКа Шевченковского района. | скульптор — Олейник В.                                                                                       | Исторические личности                             | Шевченковский                                                                                         |
|      | 1927 (1956)                          | Обелиск и вечный огонь на братской могиле борцов за установление Советской власти. | | Исторические события                              | Александровский                                                                                       |
|      | 1930                                 | Обелиск «Памяти погибших борцов во время вооруженного восстания в г. Александровске 14 декабря 1905 года»                                                                              | | Исторические события                              | Коммунарский р-н, Привокзальная площадь                                                               |
|      | 1930                                 | Обелиск на братской могиле «Борцам революции 1905—1907 годов» | | Исторические события                              | Коммунарский сквер на ул. Баррикадной                                                                 |
|      | 29 ноября 2007                       | Памятник жертвам Голодомора на Украине | | Исторические события                              | Днепровский                                                                                           |
|      | 28 мая 1996                          | Памятник жертвам политических репрессий 1930—1950-х | | Исторические события                              | Александровский                                                                                       |
|      | 1950 (1957)                          | Мемориальный комплекс, воздвигнутый в честь советских воинов, погибших в боях за освобождение Запорожья от гитлеровских войск                                                          | скульптор — Дубинин В., архитектор — Шинкарёв В.                                                             | Великая Отечественная война                       | Днепровский                                                                                           |
|      | 1966 (1982)                          | Памятник на месте форсирования Днепра войсками 203-й и 244-й Запорожских стрелковых дивизий.                                                                                           | | Великая Отечественная война                       | Днепровский                                                                                           |
|      | 1947 (1975)                          | Памятник на могиле Неизвестного солдата, спасшего плотину ДнепроГЭСа от разрушения гитлеровцами.                                                                                       | | Великая Отечественная война                       | Днепровский                                                                                           |
|      | 1969                                 | Памятник подпольной группе Гончара Н. Г. действовавшей в годы оккупации на территории завода «Запорожсталь»                                                                            | скульпторы — Дикий А., Вялый В.                                                                              | Великая Отечественная война                       | Заводской                                                                                             |
|      | 1975                                 | Памятник рабочим завода «Запорожсталь», погибшим в борьбе с фашистскими захватчиками.                                                                                                  | скульптор — Дубинин В.; архитекторы — Шинкарев В., Померанцев Е.                                             | Великая Отечественная война                       | Заводской                                                                                             |
|      | 1985                                 | Памятник рабочим завода «Днепроспецсталь», погибшим в борьбе с фашистскими захватчиками.                                                                                               | скульптор — Раппопорт Б.; архитекторы — Егоров Ю.                                                            | Великая Отечественная война                       | Заводской                                                                                             |
|      | 1965, 9 мая                          | Аллея Боевой Славы с горельефом Комбату | скульптор — Носенко И., архитекторы — Василевский С., Федоренко В.                                           | Великая Отечественная война                       | Вознесеновский                                                                                        |
|      | 1981                                 | Памятник советским воинам 131-го истребительного авиационного полка. | архитектор — Белькович Ю.                                                                                    | Великая Отечественная война                       | Шевченковский                                                                                         |
|      | 1974, 14 октября / (1984)1           | Памятник советским лётчикам за бои над Запорожья в 1941 и 1943. | автор — Федоренко В.                                                                                         | Великая Отечественная война                       | Вознесеновский                                                                                        |
|      | 2005                                 | Обелиск к 60-летию Победы. | скульптор Зайцев Ф., скульптор Чак Б.                                                                        | Великая Отечественная война                       | Вознесеновский                                                                                        |
|      | 1965                                 | Две стелы в честь подпольной группы «Ревком», возглавляемую работниками ЦК ЛКСМУ Ачкасовым Л. Л. и Мироновым Б. Ю.                                                                     | архитектор Лагутенко В.                                                                                      | Великая Отечественная война                       | Александровский                                                                                       |
|      | 1968                                 | Памятник «Юным чапаевцам», пионерам и комсомольцам, погибшим в борьбе с фашистскими захватчиками.                                                                                      | скульптор — Дубинин В., архитектор — Свет Н.                                                                 | Великая Отечественная война                       | Вознесеновский                                                                                        |
|      | 1960                                 | Памятник лейтенанту, Герою Советского Союза (посмертно) Яценко Н. Л., командиру танкового экипажа, с ротой автоматчиков первому ворвавшемуся (и погибшему в уличных боях) в Запорожье. | скульптор — Дубинин В.                                                                                       | Великая Отечественная война                       | Александровский                                                                                       |
|      | 1970                                 | Памятник погибшим чекистам-разведчикам группы Шепеля В. П., десантированным в оккупированное Запорожье в 1942 году.                                                                    | скульпторы — Дубинин В., Хилюк М.                                                                            | Великая Отечественная война                       | Александровский                                                                                       |
|      | 1968 (1970, 2010)                    | Монумент Славы советским войскам, установленный на месте переправы (форсирования) через Днепр в октябре-ноябре 1943 года.                                                              | скульпторы — Балакальчук А. А., Раппопорт Б. И., Худас М. Н.; архитектор — Егоров Ю.; инженер — Лущинский Ю. | Великая Отечественная война                       | Коммунарский                                                                                          |
|      | 2000                                 | Памятник преподавателям, воспитанникам и сотрудникам Запорожского Национального Технического Университета погибшим в годы Великой Отечественной войны.                                 | | Великая Отечественная война                       | Александровский                                                                                       |
|      | 9 мая 1995                           | Памятник героям-моторостроителям, возле завода Мотор Сич | | Великая Отечественная война                       | Шевченковский                                                                                         |
|      | 1975 (2009)                          | Памятник воинам-автомобилистам — автомобиль «ЗИС-5» | Запорожский район Запорожской области                                                                        | Великая Отечественная война                       | |
|      |                                      | Мемориал воинам 3-й батареи 16-го краснознамённого зенитного артиллерийского полка, защищавших город Запорожье и плотину ДнепрГЭСа                                                     | | Великая Отечественная война                       | Днепровский, на Кремлёвской возле дворца культуры ЗТЗ.                                                |
|      |                                      | Памятник разведчику Петру Ермолину | | Великая Отечественная война                       | Коммунарский, на территории бывшей железнодорожной больницы возле станции Запорожье-1                 |
|      |                                      | Памятник воинам 60 стрелковой дивизии | | Великая Отечественная война                       | о. Хортица, на территории профилактория ДСС                                                           |
|      | 1996, 8 мая                          | Памятник советским военнопленным, замученных в немецком концлагере | | Великая Отечественная война                       | Ул. Доблестная на правом берегу, возле второго моста Преображенского.                                 |
|      | 2010, 14 октября                     | Чуйкову, Василию Ивановичу, войска которого освобождали Запорожье | Фёдор Зайцев, Борис Чак, Иван Онищук                                                                         | Великая Отечественная война                       | Днепровский                                                                                           |
|      |                                      | Мемориал «Летят журавли» | | Великая Отечественная война                       | Шевченковский                                                                                         |
|      |                                      | Памятник Сергею Смоленскому | | Великая Отечественная война                       | Днепровский                                                                                           |
|      |                                      | Фигуры на фронтоне областного украинского музыкально-драматического театра имени В. Г. Магара                                                                                          | | Памятники культуры                                | Александровский                                                                                       |
|      | 2010, 29 января                      | Памятник Николаю Гоголю | скульптор Иван Черапкин                                                                                      | Памятники деятелям культуры                       | Шевченковский                                                                                         |
|      | 1954                                 | Памятник русскому композитору, основоположнику русской классической музыки, Глинке М. И.                                                                                               | скульптор — Страхов С.                                                                                       | Памятники деятелям культуры                       | Днепровский, перед концертным залом им. Глинки                                                        |
|      | 1966                                 | Памятник Винтеру А. В., начальнику строительства ДнепроГЭСа. | скульптор — Аллахвердянц А.; архитектор — А. А. Заваразин                                                    | Памятники государственным и политическим деятелям | Днепровский, бульвар Винтера                                                                          |
|      | 1958                                 | Памятник Кузьмину А. Н., первому директору комбината «Запорожсталь», министру чёрной металлургии СССР.                                                                                 | скульптор — Саркисов С.; архитектор — Евстафьев Е.                                                           | Памятники государственным и политическим деятелям | Вознесеновский                                                                                        |
|      | 2005                                 | Бюст Александра Поляка, городского головы Запорожья | | Памятники государственным и политическим деятелям | Вознесеновский                                                                                        |
|      | декабрь 1995                         | Памятник воинам-интернационалистам, погибшим в Афганистане. | Владлен Дубинин                                                                                              | Историческим событиям                             | Вознесеновский                                                                                        |
|      |                                      | Памятник сотрудникам органов внутренних дел погибшим при исполнении служебных обязанностей                                                                                             | |                                                   | Вознесеновский                                                                                        |
|      | 2012, 22 июня                        | Памятник пограничникам | |                                                   | Александровский                                                                                       |
|      | 1997                                 | Памятник воинам, погибшим при исполнении служебных обязанностей в мирное время | | Великая Отечественная война                       | Днепровский                                                                                           |
|      | 2009, 10 октября                     | Мемориал меннонитам | | Исторические события                              | Днепровский                                                                                           |
|      | 2005, 7 ноября                       | Памятник Валентину Яланскому, руководителю горсовета в 1974—1987 г.г. | |                                                   | Вознесеновский                                                                                        |
|      | 2009, 16 июля                        | Памятник казаку Мамаю | Скульптор — Сергей Канищев                                                                                   |                                                   | о. Хортица                                                                                            |
|      | 2009                                 | Памятник А.Ивченко | | Памятники государственным и политическим деятелям | Шевченковский                                                                                         |
|      | 2009                                 | Памятник чернобыльцам | |                                                   | Днепровский                                                                                           |
|      | 1963                                 | Памятник Металлургу | Скульптор — Иван Носенко                                                                                     |                                                   | Днепровский                                                                                           |
|      | 2010, 14 мая                         | Тарасу Бульбе | Скульптор — Сергей Канищев                                                                                   |                                                   | о. Хортица, на входе в комплекс «Запорожская Сечь»                                                    |
|      | 2011, 8 февраля                      | Фёдору Муравченко | |                                                   | |
|      | 1999                                 | Бюст А. А. Мороза в ЗИГМУ | |                                                   | Александровский                                                                                       |
|      | 2008                                 | Бюст В. В. Сташиса в ЗИГМУ | Скульптор — Борис Чак                                                                                        |                                                   | Александровский                                                                                       |
|      | 2010, 5 мая                          | И. В. Сталину (снесён и позже восстановлен) | | Памятники государственным и политическим деятелям | Александровский, в здании бывшего обкома КПУ, между Малым рынком и ул. Крепостной (бывшая — Грязнова) |
|      | 2016                                 | Памятник польским военнопленным 1939—1940 г.г. | |                                                   | Александровский, сквер им. Пушкина                                                                    |
|      | 2021, 6 февраля                      | Памятник Феликсу Мовчановскому | | Известные жители Запорожья                        | Александровский, сквер им. Пушкина                                                                    |
|      | 2021, 6 февраля                      | Памятник Иоанну Павлу II | |                                                   | Вознесеновский, Собор Бога Отца Милосердного                                                          |

В 2020 году была отреставрирована скульптурная группа в сквере на улице Базарной (бывшая Анголенко). Композиция называется «Памятник Дружбе» и вместо фонтана стала парковой скульптурой.

## Несуществующие памятники
| Фото | Год установки (восст. или реконстр.)                | Название                                                                    | Авторы                                                                                                | Тема                                              | Район города                                                            |
| ---- | --------------------------------------------------- | --------------------------------------------------------------------------- | --- | ------------------------------------------------- | ----------------------------------------------------------------------- |
|      |                                                     | Бюст Ленина                                                                 | | Памятники государственным и политическим деятелям | Александровский, возле ДК Дробязко                                      |
|      |                                                     | Памятник Максиму Горькому                                                   | | Памятники деятелям культуры                       | Заводский, в одноимённом сквере                                         |
|      | 1986. Демонтирован 9 марта 2016 г.                  | Бюст Серго Орджоникидзе Установлен к 100-летию со дня рождения Орджоникидзе | скульптор Зайцев Ф., архитектор Чаговец П. \ Перед зданием райадминистрации Орджоникидзевского района | Памятники государственным и политическим деятелям | Вознесеновский, возле здания одноимённой райгосадминистрации            |
|      | 20 декабря 1977 г. Демонтирован 10-11 марта 2016 г. | Памятник Дзержинскому                                                       | скульптор Соболь М., архитектор Масютка А.                                                            | Памятники государственным и политическим деятелям | Александровский, площадь Свободы                                        |
|      | 1956. Демонтирован 11 марта 2016 г.                 | Памятник Кирову С. М.                                                       | скульптор — Кавалеридзе А.; архитектор — Петрашевич Г.                                                | Памятники государственным и политическим деятелям | Днепровский, перед зданием ДК «ЗАлК», проспект Металлургов              |
|      | 1964. Демонтирован 17 марта 2016 г.                 | Памятник Ленину                                                             | скульпторы Лысенко М., Суходолов Н.; архитекторы Приймак Б., Ладный В.                                | Памятники государственным и политическим деятелям | Днепровский Площадь Ленина (с 22 февраля 2016 г. — площадь Запорожская) |
|      | 1968 Демонтирован 14 апреля 2016 г.                 | Монумент «Героическая молодость», установлен в честь 50-летия ВЛКСМ         | скульптор — Соболь Н; архитектор — Хилюк М.                                                           | Исторические события                              | Александровский дамба Вознесеновский узвоз                              |
|      | 1999. Демонтирован 27 июля 2022 г.                  | Памятник Пушкину на одноимённой площади                                     | | Памятники деятелям культуры                       | Александровский                                                         |